# Горелик, Мордехай
Макс (Мордехай) Горелик (англ. Mordecai Gorelik; 25 августа 1899, Щедрин, Минская губерния — 7 марта 1990, Сарасота, Флорида) — американский художник-постановщик

, продюсер, театральный режиссёр

.

## Биография
Родился в еврейской семье, родители: Морис Горелик и Берта Дискина. В 1905 году семья иммигрировала в США. В 1920 году Макс окончил институт Пратта, и работал, главным образом, в качестве сценического дизайнера. С 1921 года занимался педагогической деятельностью, преподавал сценографию. В 1960—1972 был профессором-исследователем театра в Университете Южного Иллинойса, а также преподавал в государственном колледже в Сан-Хосе.
Первая крупная работа — оформление спектакля «Царь-голод» Л. Н. Андреева (1924, «Хеджроу-тиэтр», Филадельфия). Лучшие работы осуществил в нью-йоркском «Груп-тиэтре», где принимал участие как художник в постановках крупных американских режиссёров Г. Клармена, Элиа Казана: «Люди в белых халатах» Кингсли (1933), «Золотой мальчик» (1937) и «Ракета на луну» (1938) Одетса. Горелик — художник спектаклей: «Матросы из Каттаро» Вольфа (1934, «Театр юнионс продакшен»), «Все мои сыновья» Миллера (1947, «Коронет-тиэтр»), «Любовь под вязами» О’Нила (1952, «Анта Плэйхауз»).